# IC 2022
IC 2022 ist eine Spiralgalaxie vom Hubble-Typ S im Sternbild Reticulum am Südsternhimmel. Sie ist schätzungsweise 293 Millionen Lichtjahre von der Milchstraße entfernt und hat einen Durchmesser von etwa 95.000 Lj.

Im selben Himmelsareal befindet sich u. a. die Galaxie IC 2017.
Das Objekt wurde am 8. Dezember 1899 vom US-amerikanischen Astronomen DeLisle Stewart entdeckt.